# Ісідоро де Тапія

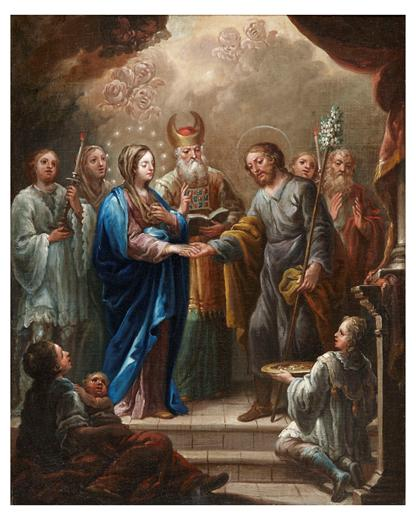
Заручини, полотно, олія, 52,2 x 41 cм, приватна колекція.

Ісідоро де Тапія, ісп. Isidoro de Tapia (*1712, Валенсія — †1778, Мадрид) — іспанський художник стилю рококо.
Разом з Еварістом Муньйозом навчався у Сеана Бермудеса, у 1743 переїхав у Мадрид, де в 1755 був обраний заслуженим членом Академії мистецтв Сан Фернандо, для якої намалював «Хрещення Авраама (Sacrifio de Abraham)». Колега Сеан Бермудес підкреслював кольоровість і жвавість в його картинах. Залишався академіком до самої смерті.

## Твори
- Жертвоприношення Ісаака, Мадрид
- Свята Тереза з чотирма лікарями, Валенсія.